# 金華庵
金華庵位於四川省成都市双流区黄龙溪镇古佛洞街，文物遺址年代判定為明代、清代。2007年6月1日公佈為四川省第七批文物保護單位。